# Piazza del Duomo (Catania)
La Piazza del Duomo es la plaza más importante de la ciudad de Catania, Italia. En ella confluyen tres calles, la Via Etnea, eje histórico más importante de la ciudad, la Via Garibaldi y la Via Vittorio Emanuele II, que la atraviesa de este a oeste. En el lado oriental de la plaza está la catedral o duomo, dedicado a la Santa Ágata, patrona de la ciudad.

## Descripción
En el lado norte se encuentra el Palazzo degli Elefanti, sede del ayuntamiento. En el otro lado de la plaza está situada la fontana dell'Amenano, muy famosa entre los habitantes de la ciudad, a la que se arrojan monedas (como en la Fontana di Trevi) y, al lado de ella, el Palazzo dei Chierici, que está unido a la catedral mediante un pasadizo que atraviesa la Porta Uzeda. Se puede acceder a las terrazas del Palazzo dei Chierici y de la Porta Uzeda desde el museo diocesano de Catania, que tiene su sede en el Palazzo dei Chierici, al lado de la Catedral. Desde las terrazas se pueden admirar dos espléndidos panoramas: por un lado, la Piazza del Duomo con la fontana dell'Elefante y la Via Etnea con el monte Etna al fondo; por el otro, las murallas de Carlos V, el Puerto de Catania con los archi della Marina hasta el Castello Ursino.
La Porta di Carlo V forma parte del único tramo de las murallas de la ciudad que se ha conservado hasta la actualidad.
En el centro de la plaza se encuentra el símbolo de Catania, es decir, "u Liotru", una estatua de piedra volcánica que representa un elefante, situada en el centro de una fuente de mármol remodelada varias veces.
Las Terme Achilliane son estructuras termales subterráneas del siglo IV-V situadas a unos 4-5 metros bajo la Piazza del Duomo.
Se puede acceder a las termas desde el Museo Diocesano de Catania mediante un pasillo con una bóveda de cañón excavado entre las estructuras romanas y los cimientos de la catedral (al que se entra mediante una pequeña escalera), que permite hacer un viaje a las entrañas de la ciudad, donde discurre el río Amenano, cuyas aguas salen a la superficie en la cercana Fontana dell'Amenano. El nombre de las termas se dedujo de una inscripción en una placa de mármol reducida en seis fragmentos principales muy incompletos, datada probablemente en la primera mitad del siglo V y expuesta actualmente en el interior del museo del Castello Ursino.
Todavía se discute sobre la época de fundación del edificio, pero se considera probable que ya existiese en el siglo IV. Se conjetura la existencia del edificio en la época de Constantino basándose en la reutilización en el interior de la catedral de un grupo de capiteles de esta época, que podrían proceder de este edificio.
Sepultados por los terremotos del 4 de febrero de 1169 y el 11 de enero de 1693, los restos (conocidos en la antigüedad) fueron redescubiertos por el príncipe de Biscari.
En 1856, durante la construcción de la galería que pasa bajo el seminario de los clérigos se encontraron restos que también se atribuyeron al mismo edificio, quizá pertenecientes a un calidarium, porque había restos de un pavimento con hipocausto. Las termas debían extenderse hasta la actual Via Garibaldi, donde se encontraron más restos.
Según la reconstrucción del siglo XIX del complejo, la parte actualmente visitable comprende probablemente solo una parte del frigidarium.
Entre 1974 y 1994 estuvieron cerradas porque se consideraron inseguras. Fueron reabiertas tras una restauración del municipio (1997) y cerradas nuevamente por problemas de inundación. Tras las obras de pavimentación de la Piazza del Duomo (2004-2006) el edificio termal reabrió de nuevo al público.
La catedral ha sido destruida y reedificada varias veces tras los terremotos y las erupciones volcánicas que se han producido a lo largo de la historia de la ciudad. La primera edificación se remonta al período 1078-1093 y fue realizada sobre las ruinas de las termas de la época romana, por iniciativa del conde Roger, adquiriendo todas las características de ecclesia munita (es decir, fortificada). En 1169 un terremoto la destruyó casi completamente, dejando intacta solo la parte del ábside. En 1194 un incendio produjo importantes daños y finalmente en 1693 el terremoto que afectó al Val di Noto la destruyó casi completamente.
Los restos normandos consisten en el alto transepto, dos torreones (quizá coetáneos a la estructura primitiva) y los tres ábsides semicirculares, los cuales, visitables desde el patio del arzobispado, están compuestos por grandes bloques de piedra volcánica, gran parte de los cuales se recuperó de edificios romanos de la edad imperial.
El monumento fue construido en el siglo II. No se conoce la fecha exacta, pero el estilo arquitectónico hace pensar en la época entre los emperadores Adriano y Antonino Pio. Fue alcanzado por la lava en 252-253, pero sin destruirlo. En el siglo V Teodorico, rey de los ostrogodos, lo usó como cantera de material para la construcción de edificios de mampostería y, en el siglo XI, también Roger II de Sicilia usó más piezas y materiales para la construcción de la Catedral, sobre cuyos ábsides se reconocen todavía las piedras usadas, perfectamente cortadas, usadas quizá también en el Castello Ursino en la época de Federico. En el siglo XIII, según la tradición, los angevinos usaron sus vomitorios (los accesos) para acceder a la ciudad durante las llamadas vísperas sicilianas. En el siglo siguiente los accesos fueron tapiados e las ruinas se incorporó en la red de fortificaciones aragonesas (1302). Con el plano de construcción de las murallas de la ciudad en 1550 se aseguraron las ruinas; se demolió la primera y segunda planta y con sus escombros se llenaron las galerías. Tras el terremoto del 1693, fue sepultado definitivamente para ser posteriormente transformado en plaza de armas. Posteriormente se construyeron sobre la cubierta nuevas casas y la iglesia de San Biagio (llamada 'A Carcaredda, es decir, el horno).